# Old Farm Buildings, Ballymacrogan SAC
Old Farm Buildings, Ballymacrogan SAC este o arie protejată (arie specială de conservare — SAC, sit de importanță comunitară — SCI) din Irlanda întinsă pe o suprafață de 0,16 ha, integral pe uscat.

## Localizare
Centrul sitului Old Farm Buildings, Ballymacrogan SAC este situat la coordonatele 52°55′30″N 9°00′14″W / 52.924895°N 9.003884°V.

## Înființare
Situl Old Farm Buildings, Ballymacrogan SAC a fost declarat sit de importanță comunitară în august 2000 pentru a proteja un număr necunoscut de specii din flora spontană și fauna sălbatică aflate în arealul zonei. Situl a fost protejat și ca arie specială de conservare în februarie 2016.

## Biodiversitate
Situată în ecoregiunea atlantică, aria protejată nu include niciun habitat protejat.
La baza desemnării sitului se află un număr nedeclarat de specii protejate.